# Cantonul Ervy-le-Châtel
Cantonul Ervy-le-Châtel este un canton din arondismentul Troyes, departamentul Aube, regiunea Champagne-Ardenne, Franța.

## Comune
| Comune                  | Populație (1999) | Cod poștal | Cod INSEE |
| ----------------------- | ---------------- | ---------- | --------- |
| Auxon                   | 966              | 10130      | 10018     |
| Chamoy                  | 462              | 10130      | 10074     |
| Chessy-les-Prés         | 527              | 10130      | 10099     |
| Coursan-en-Othe         | 99               | 10130      | 10107     |
| Courtaoult              | 77               | 10130      | 10108     |
| Les Croûtes             | 113              | 10130      | 10118     |
| Davrey                  | 247              | 10130      | 10122     |
| Eaux-Puiseaux           | 234              | 10130      | 10133     |
| Ervy-le-Châtel          | 1 174            | 10130      | 10140     |
| Marolles-sous-Lignières | 317              | 10130      | 10227     |
| Montfey                 | 132              | 10130      | 10247     |
| Montigny-les-Monts      | 258              | 10130      | 10251     |
| Racines                 | 195              | 10130      | 10312     |
| Saint-Phal              | 521              | 10130      | 10359     |
| Villeneuve-au-Chemin    | 198              | 10130      | 10422     |
| Vosnon                  | 191              | 10130      | 10441     |